# Opération Bigamy
Campagnes d'Afrique, du Moyen-Orient et de Méditerranée (1940-1945)
Batailles
Campagne d'Afrique du Nord: (Opération Agreement : Bigamy-Nicety-Caravan)
L'opération Bigamy (aussi appelée operation Snowdrop) est un raid pendant la Campagne d'Afrique du Nord par le Special Air Service (SAS) en septembre 1942 sous le commandement du lieutenant-colonel David Stirling et soutenu par le Long Range Desert Group. 
Le plan était de détruire le port et les installations de stockage de Benghazi et d'effectuer un raid sur l'aérodrome de Benina en Libye en coordination avec la Royal Air Force (RAF). Ce raid faisait partie d'un plan de plusieurs actions de diversion, avec celui de l'oasis de Jalo (opération Nicety) et de Barce (opération Caravan), pour la préparation de l'Opération Agreement, le raid beaucoup plus important sur Tobrouk.

## Déroulement
Le plan impliquait un long périple autour du bord sud de la Grande mer de sable mais se solda par un échec. La force de raid a été découverte à un barrage routier par une unité de reconnaissance italienne et Stirling a décidé de se retirer à Koufra. Lors du retrait, la Luftwaffe a détruit près de 70 des véhicules dans le désert. Les survivants ont été réformés en tant que 1er régiment du SAS.
Le nom fréquemment utilisé, quoique inexact, Operation Snowdrop provient des premières éditions du livre de William Boyd Kennedy Shaw (en), Long Range Desert Group. À l'époque, la politique de sécurité du War Office ne permettait pas à l'auteur d'utiliser de vrais noms des codes opérationnels. En septembre 1967, Len Deighton a écrit un article dans le Sunday Times Magazine sur l'Opération Snowdrop.

### Crédits
- (en) Cet article est partiellement ou en totalité issu de l’article de Wikipédia en anglais intitulé « Operation Bigamy » (voir la liste des auteurs).